# Râul Evinos
Evinos ( în Greacă Εύηνος) este un râu situat în Grecia. Izvorăște din Munții Vardousia, obârșia sa fiind localizată aproape de satul Artotina și se varsă în Golful Patras, undeva la est de Mesolongion. Are o lungime de 92 km.